# Kotem

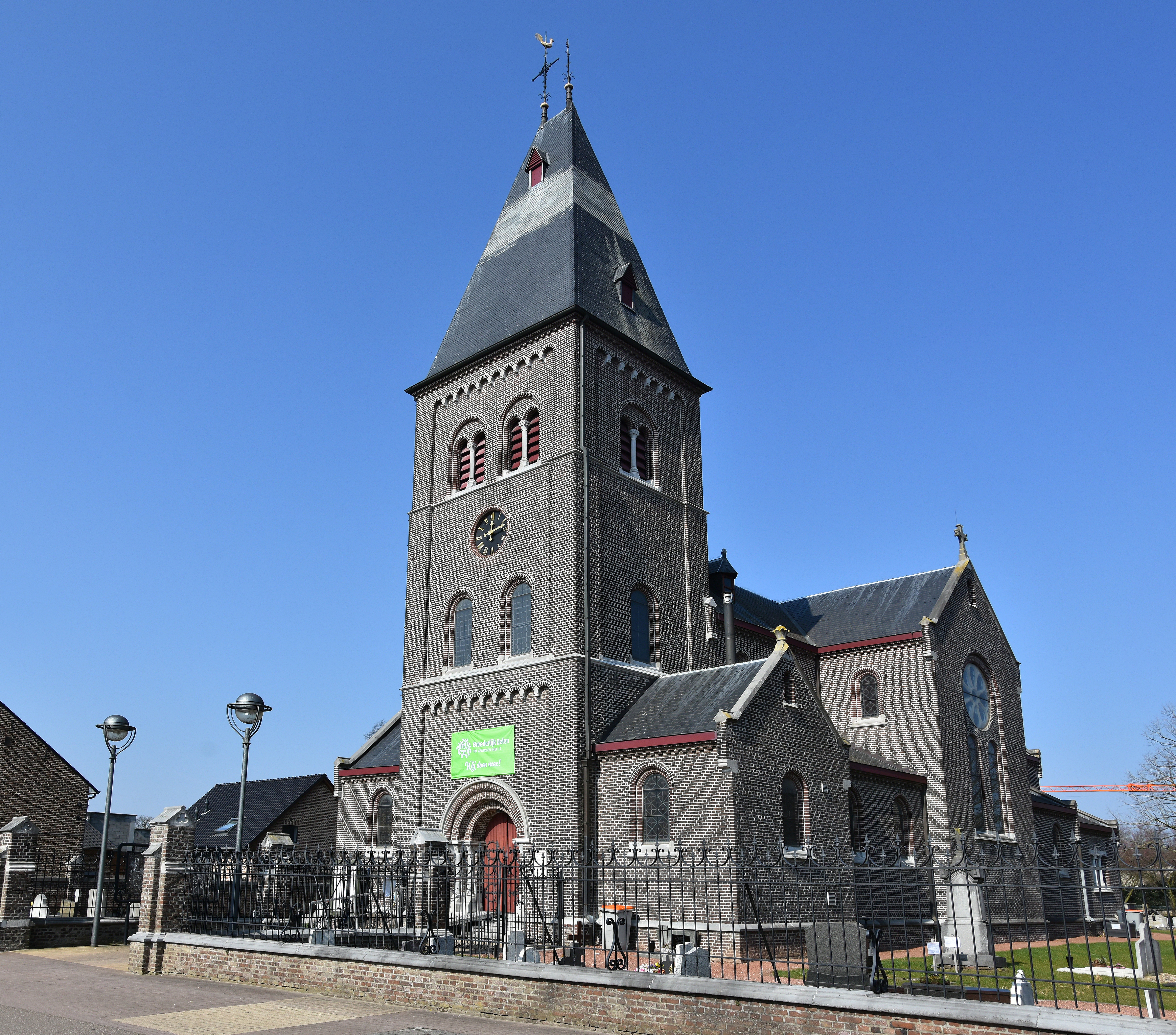
De Sint-Philomenakerk te Kotem

Kotem is een deelgemeente van Maasmechelen in de Belgische provincie Limburg. Het dorp heeft een oppervlakte van 3,17 km² en telde 1006 inwoners in 2016. Sinds 1970 hoort ook Geneuth bij Kotem, dat tot dat jaar een enclave was van Mechelen-aan-de-Maas.

## Geschiedenis
Doorheen de geschiedenis werd Kotem vaak getroffen door overstromingen van de Maas. In 1459 verliet de Maas te Kotem haar oude bedding die meer westelijk lag en ging ze in haar huidige bedding lopen. Vermoedelijk is toen het huidige grondgebied van het gehucht de Hal op de Belgische zijde van de Maas komen te liggen. Bij lage waterstanden kan men in de Maas resten zien van het verzonken kasteel. Toen de Maas in de vijftiende eeuw haar stroom wijzigde werd het dorp Elsloo zwaar gehavend. Huizen en het kasteel werden weggespoeld. Lange tijd dacht men dat het hier ging om een Noormannenburcht die rond 881 gebruikt werd als opslagplaats. Recente onderzoeken verwijzen deze stelling naar het rijk der fabelen. Het gaat hier om het kasteel Elsloo, gelegen tussen Geul en Maas. De Geul mondde toen veel noordelijker dan tegenwoordig en wel bij Geulle aan de Maas. Dit kasteel verdween omstreeks 1458 in de Maas. Op een kaart uit de 17e eeuw komt de burchtruïne reeds voor.
In 1889 werd Kotem als parochie erkend, waarop in 1891 de Sint-Philomenakerk werd gebouwd.
In de grote overstroming van de Maas in 1926 werd Kotem hard getroffen. De dijken waren destijds veel zwakker en liepen enkel vlak naast de Maasdorpen. Op verschillende gevels van huizen in Kotem zijn er nog plakkaten te vinden met aanduiding van de waterstand in 1926.
Tijdens de overstroming van de Maas in 1993 en de overstroming van de Maas in 1995 werd Kotem wederom zwaar getroffen. Hierna besliste de Vlaamse en Nederlandse overheid om deze rampen te vermijden in de toekomst. De dijken werden verstevigd, de winter- en zomerbedding werden verbreed en de Maas kreeg terug meer ruimte om te stromen.
In 2010 werden de laatste huizen van de Hal afgebroken, een gehucht van Kotem dat in de winterbedding van de Maas lag.
In juli 2021 kreeg Kotem het zwaar te verduren toen de Maas een zeer hoge waterstand bereikte (zie videofragment in de externe link onderaan).

## Bezienswaardigheden
- De Sint-Philomenakerk, een neoromaanse kerk uit 1891.
- Het Tankmonument, een Buffalo Mark IV die in de Tweede Wereldoorlog in de Maas zonk, ingehuldigd op 3 september 1977.
- Het gedenkteken voor de 'Doodendraad', ingehuldigd op 8 november 2015. Hier stierf Hendrik-Jacob Opsteyn uit Uikhoven, geboren op 17 juni 1908, aan de doodendraad op 12 november 1918 toen hij zijn vader die terugkeerde uit Nederland wilde verwelkomen. Men dacht dat een dag na de Wapenstilstandsdag de stroom was afgesloten.[4]
- Mariekes Kruuske, een gedenkteken ter herinnering aan de moord op Maria Albert in 1763.
- De Duvelskoel
- Onze-Lieve-Vrouw-van-Banneuxkapel
- Onze-Lieve-Vrouw-van-Lourdeskapel
- Sint-Antonius-van-Paduakapel
- Sint-Antonius-Abtkapel (Kotem)

## Natuur en landschap
Kotem ligt in een bocht van de Maas en behoort tot het laagterras. Het dorp wordt aan drie zijden door de Maasdijk omsloten. Ten westen van het dorp mondt de Ziepbeek (of Zijpbeek) uit in de Maas, en daar weer ten westen van vindt men een grindplas. Ten noorden van het dorp ligt het 1000 meter lange viaduct van de E314.

## Cultuur
Carnaval is net zoals in de andere Maasdorpen een diepgewortelde traditie. Het carnaval, georganiseerd door de carnavalsvereniging K.V. De Waterratten, vindt sinds 1952 jaarlijks plaats op de zondag voor Palmzondag.

## Nabijgelegen woonkernen
Kotem grenst aan de volgende woonkernen:
| Aangrenzende gemeenten | Aangrenzende gemeenten | Aangrenzende gemeenten | Aangrenzende gemeenten | Aangrenzende gemeenten |
| ---------------------- | ---------------------- | ---------------------- | ---------------------- | ---------------------- |
| Mechelen-aan-de-Maas   |                        | Meers (NL)             |                        | Stein (NL)             |
|                        |                        |                        |                        |                        |
| Boorsem                | Elsloo (NL)            |                        |                        |                        |
|                        |                        |                        |                        |                        |
| Uikhoven               |                        |                        |                        |                        |

## Bekende inwoners
- Noël Gubbels (1874-1950), missionaris en bisschop
- Ronald Janssen (1971), crimineel, veroordeeld
- Beppie Kraft (1946), Nederlandse volkszangeres
- Nico Claesen (1962), voetballer
- Raf Terwingen (1972), politicus

## Galerij

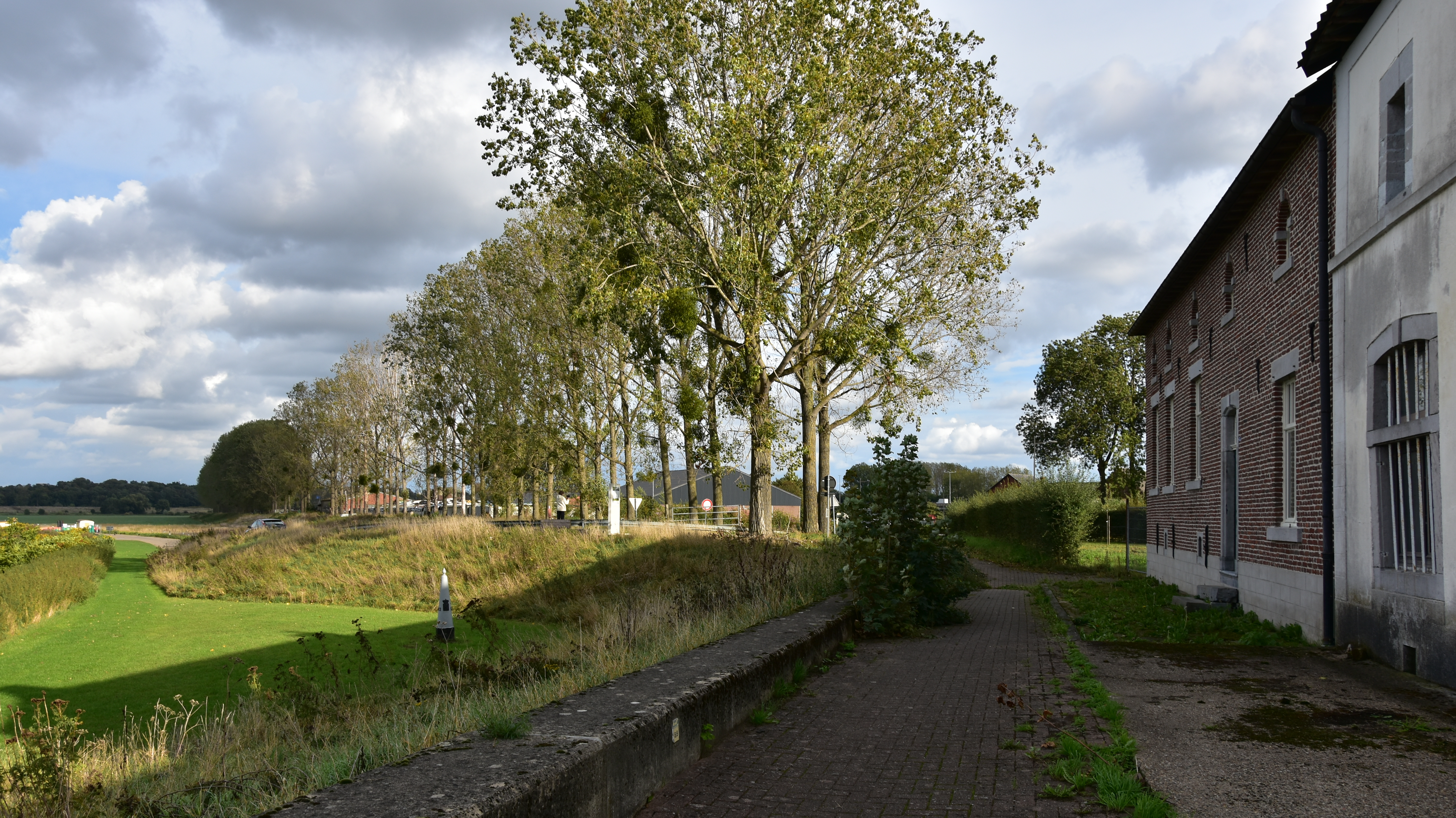
Twee boerenburgerhuizen aan de Maas
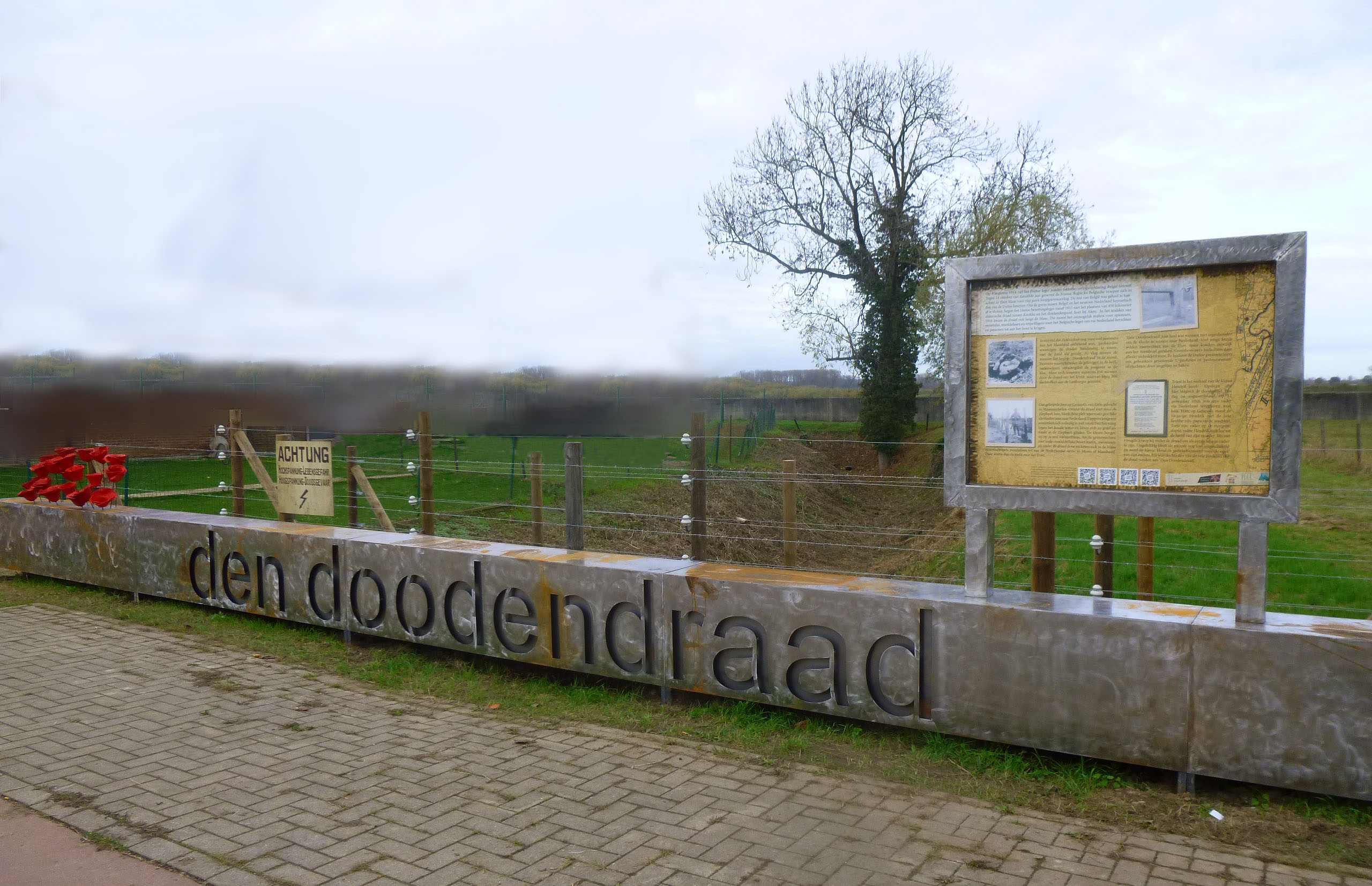
Gedenkteken voor de 'Doodendraad'
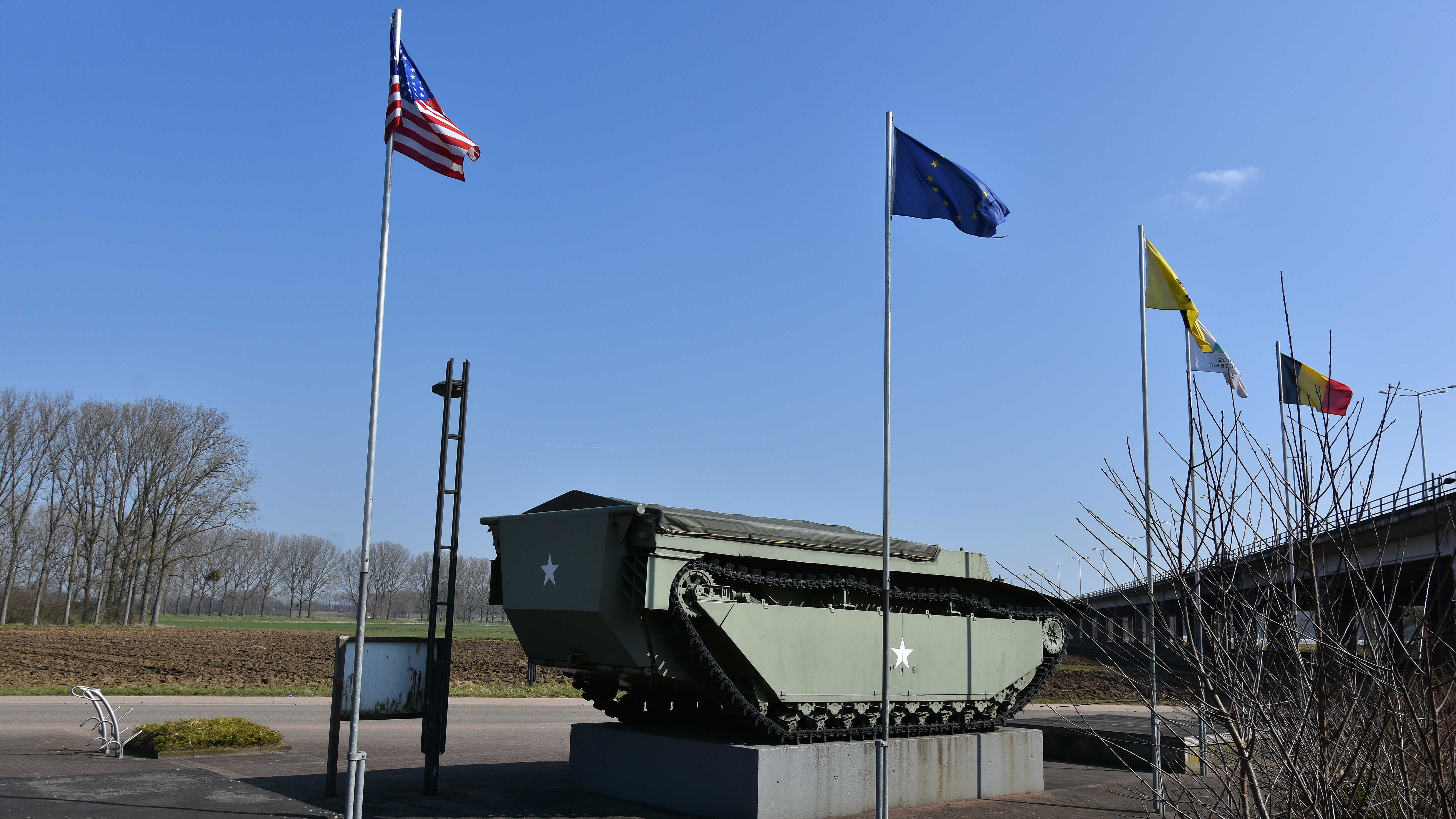
Tankmonument (amfibisch rupsvoertuig gezonken in de Maas op 5 maart 1945)
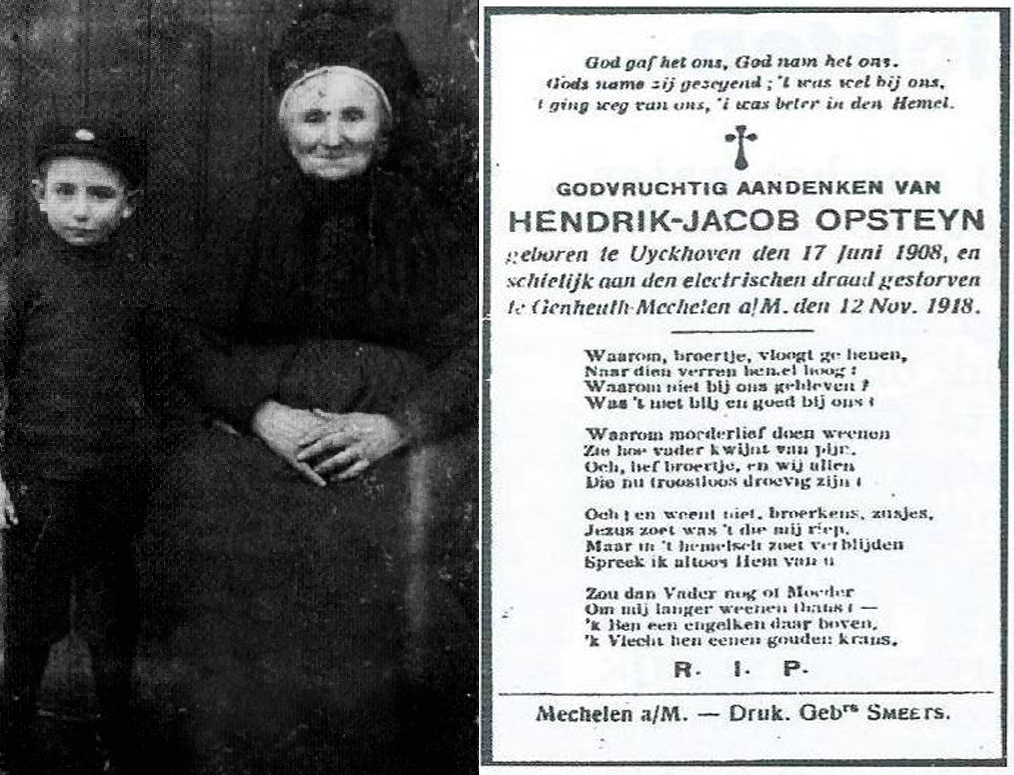
Hendrik-Jacob Opsteyn uit Uikhoven, die omkwam aan de Doodendraad, met grootmoeder aan vaders kant Agnes (Neske) Bollen (1847-1924), weduwe van Pieter Opsteyn uit Uikhoven